# Knud Arne Jürgensen
Knud Arne Jürgensen (né le 8 juillet 1952) est un historien danois de la musique, de l'opéra, de la danse et du théâtre. Il est également dramaturge et commissaire d'exposition.
Il a étudié la musicologie à l'Académie royale danoise de musique et est docteur en philosophie de l'Université de Copenhague.

## Principales publications
- The Bournonville ballets. A photographic record, 1844-1933, London, Dance Books, 1987.
- The Bournonville heritage. A choreographic record, 1829-1875 (notation Laban par Ann Hutchinson Guest), London, Dance Books, 1990.
- Bournonville ballet technique, London, Dance Books, 1992.
- The Verdi ballets, Parma, Istituto nazionale di studi verdiani, 1995.
- The Bournonville tradition. The first fifty years, 1829-1879, London, Dance Books, 1997.
- Digterens & balletmesterens luner. H. C. Andersens og August Bournonvilles brevveksling, København, Gyldendal, 2005.
- Teatrets fortællinger. Jens Kistrups teaterkritik. En Antologi, Odense, Syddansk Universitetsforlag, 2013.
- Mandarinen Flemming Flindt : et teaterliv, København, Gyldendal, 2019.